# Frunk
Le frunk, formé des mots anglais front et trunk, est un terme utilisé dans l'industrie automobile pour désigner un coffre avant additionnel sur les automobiles électriques déjà pourvues d'une malle arrière.

## Histoire
Le frunk est apparu sur les voitures électriques qui, libérant l'espace dévolu au moteur thermique à l'avant, ont permis d'obtenir un coffre avant en plus du coffre traditionnel arrière. À l'inverse de la Porsche 911 par exemple, qui possède un coffre avant mais pas de coffre arrière dû à la position du moteur thermique en position centrale arrière, ainsi son coffre avant n'est pas un frunk.

## Caractéristiques
Certains constructeurs ont équipé leur frunk d'un bouchon de vidange permettant de nettoyer le coffre à l'eau, ou encore de s'en servir d'espace réfrigéré pour le transport temporaire d'aliments.
Quelques modèles de pick-up électriques ajoutent des sièges dans le frunk pour une pause déjeuner sur les chantiers.

## Voitures équipées
Plus le véhicule est grand, plus les possibilités d'augmenter la capacité du frunk sont possibles. Ainsi, généralement, les pick-ups électriques proposent les plus grandes capacités ou aménagements disponibles.
| Modèle              | Capacité (dm3) |
| ------------------- | -------------- |
| Audi Q6 e-tron      | 64             |
| Smart #5            | 72             |
| Tesla Model 3       | 88             |
| Ford Mustang Mach-E | 100            |
| Kia e-Niro          | 100            |
| Tesla Model Y       | 117            |
| Lucid Gravity       | 226            |
| Maxus eTERRON 9     | 236            |
| Rivian R1T          | 311            |
| Ford F150 Lightning | 400            |